# Elimia arachnoidea
Elimia arachnoidea är en snäckart som först beskrevs av Anthony 1854.  Elimia arachnoidea ingår i släktet Elimia och familjen Pleuroceridae. IUCN kategoriserar arten globalt som nära hotad.

## Underarter
Arten delas in i följande underarter:
- E. a. arachnoidea
- E. a. spinella